# Kolarstwo na Letnich Igrzyskach Olimpijskich 1920 – tandemy mężczyzn
Wyścig tandemów mężczyzn był jedną z konkurencji kolarskich na Letnich Igrzyskach Olimpijskich 1920. Zawody odbyły się w dniach 9-10 sierpnia na Garden City Velodroom. W zawodach uczestniczyło 22 zawodników z 6 państw.

## Wyniki

### Ćwierćfinały
Ćwierćfinał 1
| Miejsce | Zawodnik                          | Czas | Kwal. |
| ------- | --------------------------------- | ---- | ----- |
| 1       | Piet Ikelaar, Frans de Vreng      | 12,6 | Q     |
| 2       | Henry Brask Andersen, Axel Hansen |      |       |
| 3       | William Ormston, Henry Lee        |      |       |

Ćwierćfinał 2
| Miejsce | Zawodnik                         | Czas | Kwal. |
| ------- | -------------------------------- | ---- | ----- |
| 1       | William Smith, James Walker      | 13,0 | Q     |
| 2       | John Slaets, Léonard Daghelinckx |      |       |
| 3       | Pieter Beets, Tjabel Boonstra    |      |       |

Ćwierćfinał 3
| Miejsce | Zawodnik                        | Czas | Kwal. |
| ------- | ------------------------------- | ---- | ----- |
| 1       | Harry Ryan, Thomas Lance        | 12,0 | Q     |
| 2       | Sammy Goosen, George Thursfield |      |       |
| 3       | Henri Bellivier, Georges Perrin |      |       |

Ćwierćfinał 4
| Miejsce | Zawodnik                              | Czas | Kwal. |
| ------- | ------------------------------------- | ---- | ----- |
| 1       | Jock Stewart, Cyril Alden             | 15,6 | Q     |
| 2       | Frans Verscheuren, Frédéric Claessens | DNF  |       |

### Półfinały
Półfinał 1
| Miejsce | Zawodnik                     | Czas | Kwal. |
| ------- | ---------------------------- | ---- | ----- |
| 1       | Harry Ryan, Thomas Lance     | 11,6 | Q     |
| 2       | Piet Ikelaar, Frans de Vreng |      |       |

Półfinał 2
| Miejsce | Zawodnik                    | Czas | Kwal. |
| ------- | --------------------------- | ---- | ----- |
| 1       | William Smith, James Walker | 12,6 | Q     |
| 2       | Jock Stewart, Cyril Alden   |      |       |

### Finał
| Miejsce | Zawodnicy                   | Czas |
| ------- | --------------------------- | ---- |
| 1       | Harry Ryan, Thomas Lance    | 11,2 |
| 2       | William Smith, James Walker |      |

### Wyścig o 3. miejsce
| Miejsce | Zawodnicy                    | Czas |
| ------- | ---------------------------- | ---- |
| 3       | Piet Ikelaar, Frans de Vreng |      |
| 4       | Jock Stewart, Cyril Alden    | DNF  |